# ジョン・セジウィック
ジョン・セジウィック（英: John Sedgwick、1813年9月13日-1864年5月9日）は、アメリカ合衆国の教師、職業軍人である。南北戦争では北軍の将軍だった。スポットシルバニア・コートハウスの戦いで戦死した時のことはしばしば良く知られた皮肉の話と考えられている。

## 初期の経歴
セジウィックはコネチカット州のリッチフィールドヒルズ、コーンウォールの町で生まれた。その名前は祖父でジョージ・ワシントンに仕えたアメリカ独立戦争の将軍ジョン・セジウィック（セオドア・セジウィックの兄弟）に因んで名付けられた。セジウィックは2年間教師を務めた後で、陸軍士官学校に入り、1837年に50人の同期士官候補生のうち24番目の成績で卒業し、アメリカ砲兵隊の少尉に任官された。セミノール戦争に従軍し、米墨戦争では2度名誉昇進を果たし、コントレラスの戦いとチュルブスコの戦いで大尉、チャパルテペクの戦いで少佐となった。メキシコから帰還すると騎兵隊に転属となり、カンザス州で勤務し、ユタ戦争とインディアン戦争で戦った。
1860年の夏と秋に、現在はコロラド州のプラット川沿岸に新しい砦を建設する遠征隊を率いた。補給物資がカンザス州の一番近い砦から荷馬車隊で運ばれてくるはずのものが来ないという状況で大変辛い思いをしたが、何とか寒い季節が到来する前に快適な兵舎を建てることができた。これらの建物は大部分石で作られ、屋ねや戸には木材を使っていた。この基地の遠隔性を現在理解するのは難しいが、当時ミシシッピ川の西には鉄道がなく、セントルイスやカンザスシティとの交信は川舟を使い、さらに西へは荷馬車隊か馬の背を使った。

## 南北戦争
南北戦争が始まると、セジウィックはワシントン方面軍の大佐および監察長官補として仕えた。初期の戦闘である第一次ブルランの戦いは、コレラに罹った後の快復期だったために参戦できなかった。1861年8月31日に准将に昇進し、ポトマック軍でサミュエル・P・ハインツェルマン少将師団の第2旅団指揮官となり、その後の半島方面作戦では第2軍団の第2師団を率いた。バージニア州では、ヨークタウンの包囲戦とセブンパインズの戦いに参戦し、グレンデイルの戦いで腕と足に負傷した。1862年7月4日に少将に昇進した。
アンティータムの戦いの時、第2軍団指揮官エドウィン・サムナー少将は適切な偵察も無く衝動的にセジウィックの師団を大規模攻撃に送り込んだ。その師団はストーンウォール・ジャクソン少将の指揮する南軍に3方から攻撃され、2,200名の損失を出した。セジウィック自身も3発の銃弾が当たり、手首、足および肩を負傷し、フレデリックスバーグの戦いの後まで戦闘に参加できなかった。
1862年12月26日、セジウィックは短期間第2軍団と第9軍団を率い、続いてポトマック軍の第6軍団指揮官となり、これを1864年に戦死するまで続けた。チャンセラーズヴィルの戦いでは、その軍団が最初の持久戦の時にフレデリックスバーグに面した陣地におり、一方ジョセフ・フッカーの他の4個軍団はロバート・E・リー軍の左側面に回り込んだ。セジウィックは行動に移るのが遅かったが、最終的にラッパハノック川を越えてメアリーズハイツのジュバル・アーリー少将の小規模部隊に襲い掛かった。その後緩りと西に動いてフッカーの軍隊と合流し軍隊の半分ずつの間にリーを陥れようとしたが、セーラム教会の戦いでリー軍の第2軍団（ジャクソンの戦死後、J・E・B・スチュアートが指揮していた）の部隊に止められ、最終的にラッパハノック川を渡っての撤退を強いられた。このことを聞いたフッカーは全軍を引き上げてチャンセラーズヴィルの戦いは終わった。

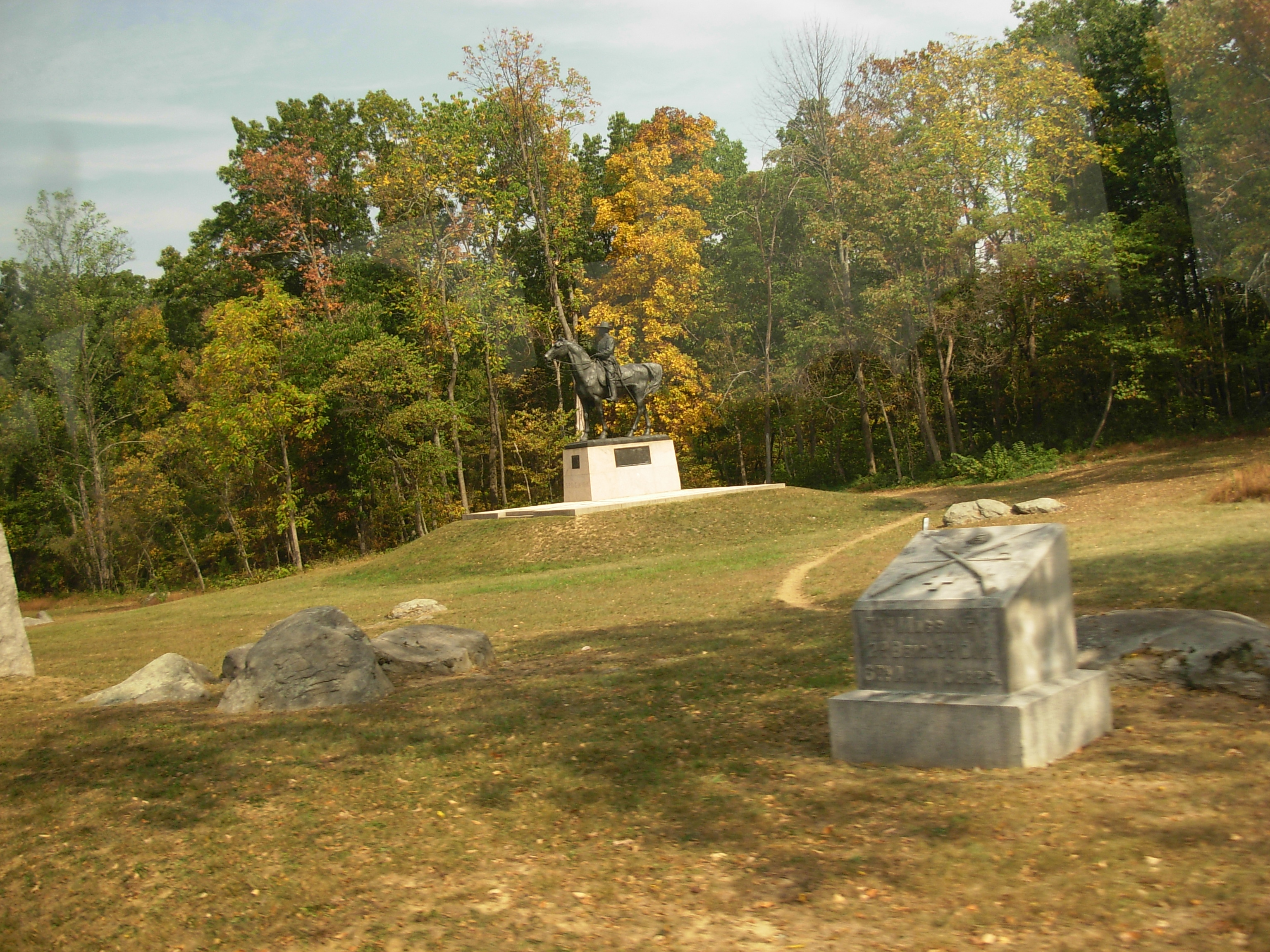
セジウィックの騎馬像（後方）、ゲティスバーグ国立戦場公園

ゲティスバーグの戦いでは、セジウィック軍団が7月2日に到着し、その結果ホィートフィールドでの北軍の反撃には数隊のみが参戦できただけだった。1864年のオーバーランド方面作戦では、荒野の戦いで第6軍団が北軍の右翼を占め、リチャード・イーウェル中将の第2軍団による攻撃を凌いだ。

## 死
1864年5月9日、セジウィックはスポットシルバニア・コートハウスの戦いの緒戦に倒れた。その軍団は南軍防御陣の左側面の前にある散兵線を探っており、セジウィックは大砲の配置を指示していた。南軍の狙撃兵が約1,000ヤード (900 m)離れており、その銃撃を受けて参謀員や砲手達は遮蔽物の陰に隠れた。セジウィックは公然と歩き回り、「何だ? 1発の銃弾をそんなふうにかわすのか? 奴らが全線にわたって銃火を開いたらどうするのだ? 私は貴様らが恥ずかしい。奴らはこの距離では象でも当たらない。」と言ったとのことである。部下達は恥じ入ってはいたが怯んだままだったので、セジウィックは「そんなふうにかわすなんて、貴様らが恥ずかしい。奴らはこの距離では象でも当たらない。」と繰り返した。その数秒後にセジウィックは左目の下に弾丸を受けて前に倒れた。
セジウィックは南北戦争の北軍損失の中で最高位の者である。ジェイムズ・マクファーソンがその戦死のときに軍隊の指揮官であり、セジウィックは軍団の指揮官だったが、戦死した少将全ての中でその位に就いた日付が最も古かった。セジウィックの戦死を耳にしたユリシーズ・グラント中将は「彼は本当に死んだのか？」と何度も尋ねた。

## 遺産
セジウィックの評判は、確固としており、頼りがいがあるのだが、比較的攻撃的ではない将軍というものだった。部下の兵士達には好かれ、愛着を持って「ジョン叔父さん」と呼んだ。その死は世間の哀悼で迎えられた。ロバート・E・リーですら、旧友の運命に悲しみを表した。ジョージ・ミードはその報せに涙した。グラントはセジウィックのことを「重要なことをやらねばならない時に決してしくじらない」者として特徴づけ、その参謀達にセジウィックを失ったことは全師団を失ったよりも悪いと告げた。
ジョン・セジウィックはコネチカット州コーンウォール・ホローの生誕地近くに埋葬されている。ゲティスバーグ国立戦場公園にはセジウィックと第6軍団を顕彰する騎馬像がある。
陸軍士官学校にもセジウィックの彫像がある。地元の伝承では夜中に正装軍服を着た士官候補生が彫像の拍車を回すと試験に合格するということである。
コロラド州セジウィック郡、カンザス州セジウィック郡（ウィチタ）およびワシントン州ジョン・セジウィック高校（ポートオーチャード）はセジウィックを記念して名付けられた。
映画『ダンス・ウィズ・ウルブズ』でジョン・ダンバーが指揮を任されるセジウィック砦は、おそらくセジウィック将軍に因むものである。これは1860年にカンザス州で建設されたセジウィック将軍砦に触発されたものであろう。